# Phyllophaga toni
Phyllophaga toni är en skalbaggsart som beskrevs av Robert E. Woodruff 2005. Phyllophaga toni ingår i släktet Phyllophaga och familjen Melolonthidae. Inga underarter finns listade i Catalogue of Life.